# Torneo de 's-Hertogenbosch 2024
El Libéma Open 2024 fue un torneo de tenis, perteneciente al ATP Tour 2024 en la categoría ATP 250 y al WTA Tour 2024 en la categoría WTA 250. El torneo tuvo lugar en la ciudad de 's-Hertogenbosch (Países Bajos) desde el 10 hasta el 16 de junio de 2024.

## Distribución de puntos
| Modalidad            | Campeón | Finalista | Semifinales | Cuartos de final | 2ª ronda | 1ª ronda | Clasificados | 2ª ronda de clasificación | 1ª ronda de clasificación |
| Individual masculino | 250     | 165       | 100         | 50               | 25       | 0        | 13           | 7                         | 0                         |
| Dobles masculino     | 250     | 150       | 90          | 45               | 20       | 0        | -            | -                         | -                         |

| Modalidad           | Campeona | Finalista | Semifinales | Cuartos de final | 2ª ronda | 1ª ronda | Clasificadas | 2ª ronda de clasificación | 1ª ronda de clasificación |
| Individual femenino | 280      | 180       | 110         | 60               | 30       | 1        | 18           | 12                        | 1                         |
| Dobles femenino     | 280      | 180       | 110         | 60               | 1        | -        | -            | -                         | -                         |

## Cabezas de serie

### Individuales masculino
| Tenista           | Ranking | Preclasificado |
| Álex de Miñaur    | 11      | 1              |
| Tommy Paul        | 14      | 2              |
| Ugo Humbert       | 16      | 3              |
| Karen Khachanov   | 18      | 4              |
| Adrian Mannarino  | 22      | 5              |
| Tallon Griekspoor | 25      | 6              |
| Sebastian Korda   | 28      | 7              |
| Jordan Thompson   | 36      | 8              |

- Ranking del 27 de mayo de 2024.[3]

### Dobles masculino
| Tenista                           | Ranking | Preclasificado |
| Wesley Koolhof Nikola Mektić      | 31      | 1              |
| Nathaniel Lammons Jackson Withrow | 50      | 2              |
| Ivan Dodig Henry Patten           | 56      | 3              |
| Max Purcell Jordan Thompson       | 69      | 4              |

### Individuales femenino
| Tenista               | Ranking | Preclasificada |
| Jessica Pegula        | 5       | 1              |
| Liudmila Samsonova    | 17      | 2              |
| Ekaterina Alexandrova | 18      | 3              |
| Elise Mertens         | 27      | 4              |
| Veronika Kudermetova  | 31      | 5              |
| Yuan Yue              | 36      | 6              |
| Donna Vekić           | 40      | 7              |
| Magda Linette         | 46      | 8              |

- Ranking del 27 de mayo de 2024.[4]

### Dobles femenino
| Tenista                                    | Ranking | Preclasificada |
| Jessica Pegula Demi Schuurs                | 42      | 1              |
| Shuko Aoyama Aldila Sutjiadi               | 57      | 2              |
| Eri Hozumi Makoto Ninomiya                 | 102     | 3              |
| Ekaterina Alexandrova Veronika Kudermetova | 105     | 4              |

## Campeones

### Individual masculino
Álex de Miñaur venció a  Sebastian Korda por 6-2, 6-4

### Individual femenino
Liudmila Samsonova venció a  Bianca Andreescu por 4-6, 6-3, 7-5

### Dobles masculino
Nathaniel Lammons /  Jackson Withrow vencieron a  Wesley Koolhof /  Nikola Mektić por 7-6(7-5), 7-6(7-3)

### Dobles femenino
Ingrid Neel /  Bibiane Schoofs vencieron a  Tereza Mihalíková /  Olivia Nicholls por 7-6(7-3), 6-3